# Vasady Nagy Gyula
Vasady Nagy Gyula (nemesi előneve: Nagyvasadi; névváltozatai: Vasady Gyula; Vasady N. Gyula; Gyulafehérvár, 1845. augusztus 26. – Sepsiszentgyörgy, 1881. június 6.) muzeológus, a Székely Nemzeti Múzeum első őre.

## Életútja és munkássága
A nagyszebeni katonaiskolában folytatott tanulmányokat, de tanulmányait nem fejezte be, elment egy kolozsvári könyvkereskedésbe inasnak. A könyvkereskedés mesterségét kitanulva Győrbe ment, s ott antikváriumot nyitott, a könyves bolt vezetése mellett a város közéletébe is bekapcsolódott, szorgalmazta a városi tűzoltóság megszervezését. Innen Bécsbe ment munkát vállalni, de hamarosan hazatért Erdélybe, Kolozsvárra, majd Brassóba ment.
1875 júniusában elvállalta özv. Cserey Jánosné született Zathureczky Emília gyermekeinek tanítását Imecsfalván. A művelt Csereyné, aki latinul is megtanult, már fiatal korában is szívesen foglalkozott könyvekkel, nemcsak olvasta, hanem gyűjtötte is azokat, más régiségeket, okleveleket, érmeket, kőkorszaki, bronzkori leleteket is gyűjtött, s a szintén gyűjtő Vasady Nagy Gyulával hamar megérlelődött bennük a múzeum-alapítás gondolata. Csereyné megvásárolta Vasady Nagy természettudományi és éremgyűjteményét, így már összejött egy múzeumra való anyag, sőt további intenzív gyűjtésbe kezdtek. 1875-ben már megnyitották a Cserey-gyűjteményt.   1879. szeptember 15-én Csereyné megalapította a Székely Nemzeti Múzeumot és a korábbi Cserey-gyűjtemény anyagát a Múzeumnak ajándékozta.  Csereyné alapításának kezdetén már az Apor-kódex is bekerült a gyűjteménybe.
Vasady Nagy mint muzeológus együttműködött Werthames Jahudzsián örmény pappal is, akivel összeállította az első magyar–örmény nyelvtant.
Vasady Nagy halála után Nagy Géza régész váltotta őt a múzeumőri poszton.